# Johann Karl Girard de Soucanton

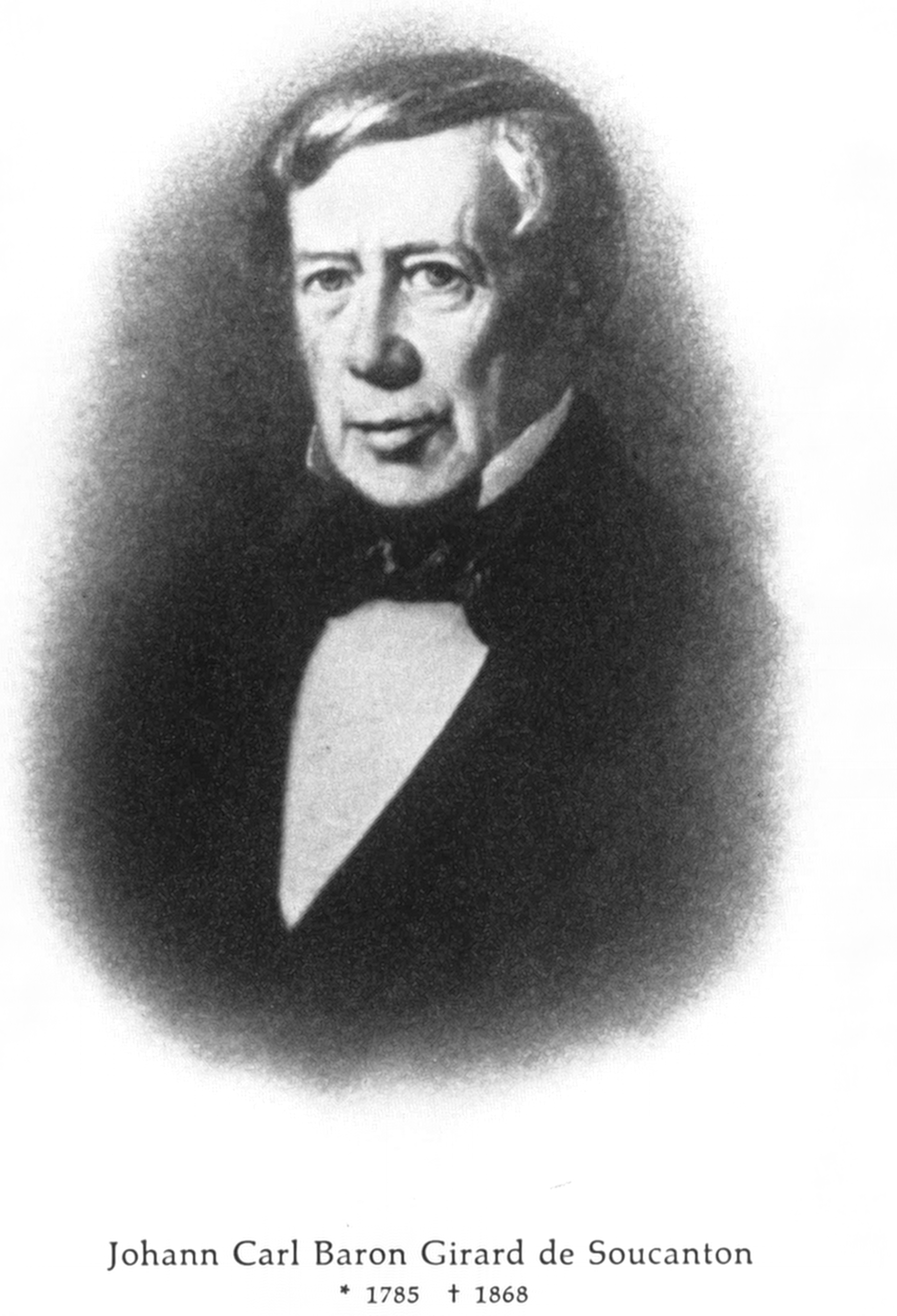
Johann Karl Girard de Soucanton

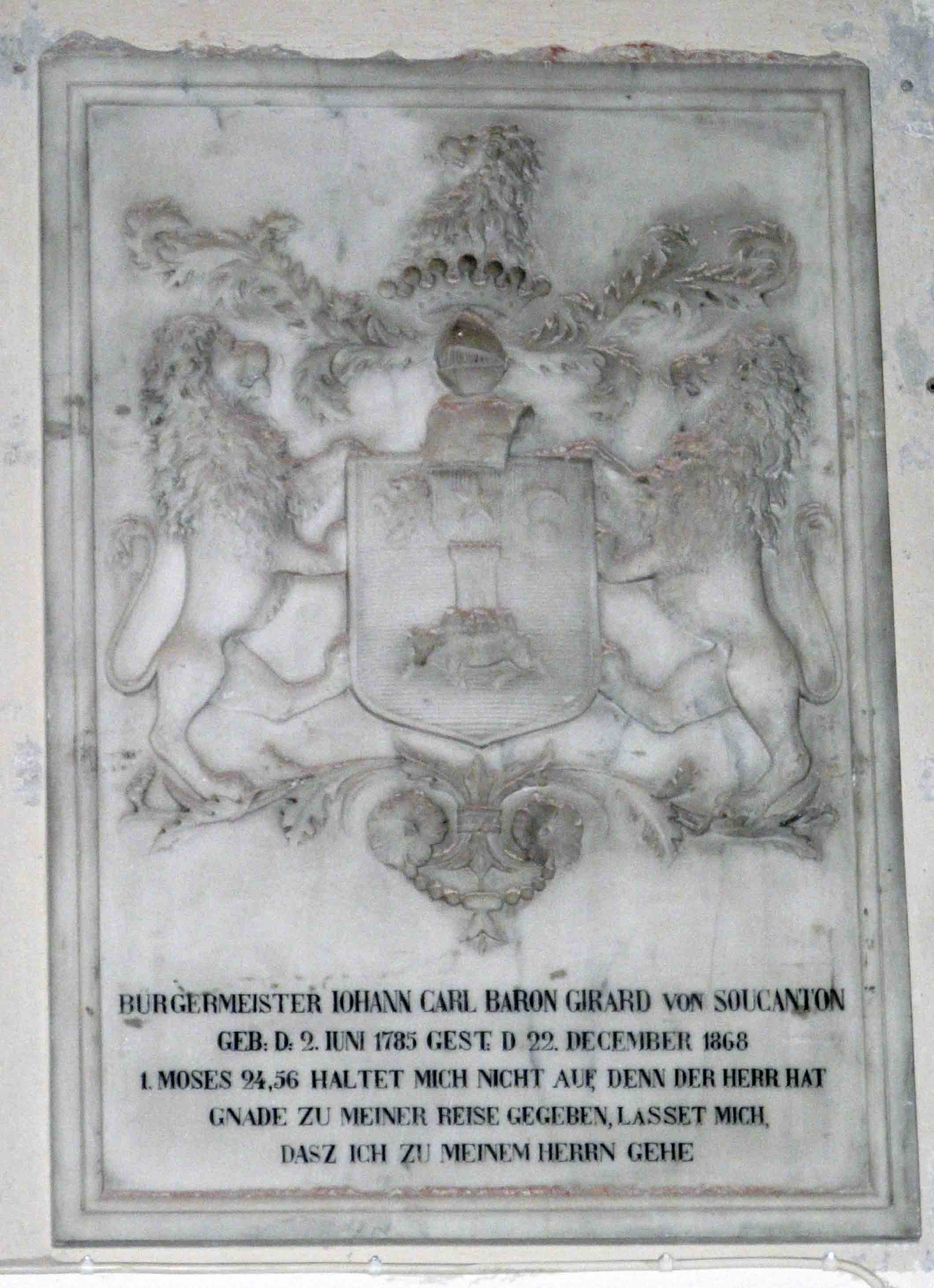
Epitaph in der Olaikirche

Johann Karl Girard de Soucanton (* 21. Junijul. / 2. Juli 1785greg. in Reval; † 10. Dezemberjul. / 22. Dezember 1868greg. ebenda) war ein estländischer Unternehmer und Politiker.

## Leben, Unternehmertum, Politik
Die Familie Girard stammte ursprünglich aus der französischen Landschaft Languedoc-Roussillon. Über Norddeutschland wanderte sie in der ersten Hälfte des 18. Jahrhunderts in das Russische Kaiserreich ein. Die Familie gab sich als hugenottische Adlige aus, die aus Frankreich hatten fliehen müssen. 1770 ließ sich Johann Karl Girard (1732–1799), der Vater von Johann Karl Girard de Soucanton, in der estländischen Hauptstadt Reval nieder. Vier Jahre später wurde er Bürger der Stadt.
Schnell bewies die Familie im Baltikum ihr wirtschaftliches Geschick. Durch geschickte Heirat und Erbschaft wurde Johann Karl Girard (der Ältere) 1782 zudem Eigentümer der Außenhandelsfirma Thomas Clayhills & Sohn. Seine Frau, Anna Dorothea Hetling (1746–1815), war die Tochter des Revaler Bürgermeisters Carl Nicolaus Hetling (1707–1781).
Nach dem Tod seines Vaters 1799 übernahm Johann Karl Girard de Soucanton als Erbe die Firma Thomas Clayhills & Sohn. Seinen Reichtum mehrte er 1826 durch die Gründung einer Tuchfabrik in Kertel   und beim Bau der Eisenbahnverbindung zwischen Reval und Sankt Petersburg. Die Einweihung der Eisenbahnstrecke kurz nach Johann Karl Girard de Soucantons Tod brachte den Durchbruch für die Industrialisierung Estlands sowie eine enorme Zunahme des Warenumschlags und des Transportgewerbes.
Johann Karl Girard de Soucanton war außerdem Eigentümer der Landgüter von Kunda (ab 1851) und Röa. Er trug den Titel eines Kommerzrats und war französischer Konsul in Reval.
Gleichzeitig betätigte er sich politisch. Ab 1826 war er Ratsherr und 1837 Kämmerer in Reval. Von 1837 bis 1864 bekleidete er das Amt des Bürgermeisters. Beide Ämter hatte bereits seit Vater kurz vor Ende seines Lebens innegehabt.
Am 10. Dezember 1862 wurde der Adelstitel der Familie Girard de Soucanton durch Kaiser Alexander II. bestätigt. Das kaiserliche Adelsdiplom wurde am 2. April 1865 ausgestellt. Am 13. März 1865 wurde die Familie in die Adelsmatrikel der Estländischen Ritterschaft eingetragen.

## Privatleben
Am 10. Juni 1810 heiratete Karl Johann die deutschbaltische Adlige Eleonore Christina Johanna von Scheurmann (1786–1861). Aus der Ehe gingen neun Kinder hervor.
Die Söhne Edmund Girard de Soucanton (1810–1861) und Arthur Girard de Soucanton (1813–1884) führten später die Firma Thomas Clayhills & Sohn weiter. Der zweite Sohn, Theodolph Girard de Soucanton (1812–1878), war Oberst in der russischen Armee. Der jüngste Sohn Johann Karl "John" Girard de Soucanton (1826–1896) gründete später das Zementwerk in Kunda.